# 鸣鹿乡
鸣鹿乡，是中华人民共和国甘肃省临夏回族自治州康乐县下辖的一个乡镇级行政单位。

## 行政区划
鸣鹿乡下辖以下地区：
郭家庄村、哈鹿村、胡麻沟村、洼滩村、鸣关村、拔字沟村、大东沟村、东沟门村和八才沟村。